# Ted Lyons
Theodore Amar "Ted" Lyons (Lake Charles, 28 de dezembro de 1900 — Sulphur, 25 de julho de 1986) foi um jogador e treinador de beisebol norte-americano. Lyons jogou 21 temporadas, todas pelo Chicago White Sox. Lyons também foi manager do White Sox. Theodore Lyons é membro do Baseball Hall of Fame. O Chicago White Sox aposentou o número 16, que Ted usava quando jogava por lá.